# Culture des céréales dans les années 1940
Cet article présente l'histoire de la culture des céréales dans les années 1940.

## Années 1940
Après la Seconde Guerre mondiale, bien que le Canada ait perdu son rôle de «leader» incontesté, il n'en a pas moins conservé le premier rang du commerce mondial du blé, dont il assure encore 42 % en 1945 après 44 % en 1940, tandis que l'Argentine le talonnait dès 1940, avec 21 % du total, grâce aux contrats importants avec l'Espagne franquiste. Mais l'augmentation impressionnante des exportations américaines dès 1945 remet en cause cette domination.

### Accord secret entre Perón et Franco, pour pallier le déficit céréalier espagnol
En pleine Décennie infâme, marquée par des coups d’État militaires et avant la fin de la guerre civile espagnole, conflit qui dure du 18 juillet 1936 au 1er avril 1939, l’Argentine reconnaît le gouvernement de Francisco Franco le 25 février 1939. Trois jours plus tard, elle envoie 200 000 tonnes de blé en Espagne. Cette coopération va ensuite continuer. Avant même d’accéder à la présidence, le chef de l'État argentin Juan Perón permet la signature d’un texte permettant à l’Argentine de concéder à l’Espagne un crédit de 30 millions de pesos pour l’achat de céréales : c'est l’accord du 30 avril 1946. Selon l’ambassadeur espagnol à Buenos Aires, il doit « permettre de montrer au monde entier l’amitié qui unit l’Espagne et l’Argentine ». Cependant, à cause des circonstances internationales, le texte de cet accord ne sera jamais publié. Le régime espagnol est en effet l'allié des nazis, qui viennent de perdre la Seconde Guerre mondiale. Et Juan Perón est le premier président de la nation argentine à être élu au suffrage universel.
En septembre 1946, Franco envoie à Buenos Aires une délégation présidée par le secrétaire du Ministère des Affaires étrangères, Tomás Suñer, afin de négocier un traité commercial avec l’Argentine, d'une durée de cinq ans, ratifié le 30 octobre 1946. Sa signature donne lieu à une fastueuse cérémonie. L'Espagne obtient un crédit rotatif de 350 millions de pesos pour trois ans et renouvelable pour deux années supplémentaires. Un prêt de 400 millions de pesos lui est également accordé à des conditions avantageuses, pour solder la dette contractée entre les années 1942 et 1946. Ce traité garantit à l’Espagne un minimum de 400 000 tonnes de blé en 1947 et 300 000 en 1948. Pour les années 1949 et 1950, l’Espagne aura la possibilité d’importer jusqu'à 90 % de ses besoins en blé. Des dispositions semblables sont prises pour le maïs avec 120 000 tonnes en 1947, puis environ 100 000 en 1948 et 90 % des besoins espagnols pour les années 1949 et 1950. En août 1949, l’Argentine interrompt à nouveau ses exportations de céréales vers l’Espagne, pourtant touchée par la sécheresse. L’écrivain Gerald Brenan est d’ailleurs frappé par la gravité de la situation lors de sa visite en Espagne en 1949. Par chance, les relations de l'Espagne avec les États-Unis commencent à s’améliorer et elle parvient ainsi à importer plus de 50 000 tonnes de céréales en provenance de la région des Grands Lacs américains.

### L'Inde recourt à l'irrigation après la pénurie de riz birman en 1943
De 1943 à 1951, les surfaces irriguées pour cultiver des céréales augmentèrent d'un tiers en Inde pour combattre les risques de récidive de la famine du Bengale de 1943 et ses 3 millions de morts. Tardive, la prise de conscience se traduit par des efforts non négligeables, à partir de 1943, pour atteindre l'autosuffisance céréalière, via la campagne Grow more food (« Cultivez plus d'aliments »), encourageant à coloniser et cultiver les terres forestières, même pentues, dans un pays longtemps contraint d'exporter des céréales vers le reste de l'Empire britannique, et qui importait encore du riz de Birmanie à la fin de l'époque coloniale. Il
Mais selon l'économiste Amartya Sen, il n'y avait pas de pénurie globale de riz au Bengale en 1943, les stocks étant même légèrement supérieurs qu'en 1941. C'est l'absence d'indices flagrants d'une mauvaise récolte qui a causé la réponse léthargique des autorités au désastre. Les rumeurs de pénurie ont causé une thésaurisation favorisée par la situation de guerre qui faisait du riz un trop bon investissement, dont les prix avaient déjà doublé l'année précédente. Des millions de personnes sont devenues trop pauvres pour pouvoir se procurer les denrées alimentaires vitales.
Le Royaume-Uni retire sa flotte d’Extrème-Orient après avoir perdu en 1942 la bataille de Singapour contre l'empire du Japon, qui conquiert la Birmanie où les Britanniques avaient encouragé massivement la production de riz dans le delta de l'Irrawaddy et dans l'Arakan, propulsant la Birmanie leader mondial de riz : 15 % du riz indien provient alors de Birmanie, proportion même supérieure au Bengale. Le Royaume-Uni aggrave ensuite l'inflation du riz, par ses approvisionnements militaires.
Dès 1942, afin de limiter la hausse des prix alimentaires à Bombay ou Calcutta, instables politiquement, la capitale coloniale New Delhi bâtit un programme d'achats dans les régions à surplus céréaliers et de redistribution dans les zones déficitaires, en particulier vers Calcutta. Cette organisation des secours intervient beaucoup trop tard, et l'approvisionnement de Calcutta excessivement favorisé aux dépens de celui des campagnes. Les structures de l'État britannique choisissent finalement une politique libérale en espérant que les lois du marché puissent suffire à rétablir l'équilibre.
Le nouveau gouvernement indien décide en mars 1949 d'autres mesures comme l'amélioration de la productivité en relançant la campagne Grow more food, par la mise en cultures de nouvelles terres, avec comme objectif de réduire en deux un déficit représentant près de 7 % de la consommation annuelle de la nouvelle nation.

### Crise vietnamienne du riz en 1945
La famine de 1945 au Viêt Nam cause un million de victimes, d'octobre 1944 à mai 1945, pendant l'invasion japonaise de l'Indochine. Dès la Seconde Guerre mondiale, les changements militaires et économiques ont plongé la partie nord du pays dans la famine. S'y ajoutent des inondations détruisant les récoltes du Tonkin puis une période de sécheresse couplée à des parasites affectant la récolte de 1944-1945, qui ne rapporte que de 800 000 à 850 000 tonnes, pour des besoins courants de 1 100 000 tonnes, puis une inondation pendant les moissons, qui déclenche la crise mais sans alarmer l'administration française, qui la juge banale en pays de mousson. Puis les occupants japonais au Tonkin forcent les paysans à cultiver le jute au lieu du riz, alors que les bombardements des Alliés, rendent son transport du sud vers le nord extrêmement difficile. Le coup de force japonais de 1945 en Indochine déclenche des réquisitions. Dès le 10 mars, les Japonais saisissent toutes les jonques et convois de riz, s'emparant des stocks de Hanoï, Vinh et Bắc Giang. Entre août et décembre 1945, sous le gouvernement de la république démocratique du Viêt Nam dHô Chi Minh, plusieurs digues se rompent, faute d'entretien, inondant les rizières et aggravant encore la famine au nord du territoire vietnamien.

### Préparation d'un nouvel accord international sur le blé
Pendant la Seconde Guerre mondiale, les professionnels de la culture des céréales songent à éviter la situation de 1919-1920, qui avait vu un effondrement du marché après le conflit. Entre 1935 et 1938, les excédents céréaliers avaient déjà fondu, mais l'abondance de la récolte mondiale 1938 remit à l'ordre du jour la question des prix et la nécessité de stabiliser le marché, afin de garantir la sécurité des approvisionnements des pays importateurs, souci déjà au cœur de l'Accord international sur le blé de 1933.
À la suite d'une réunion à Londres en 1938, un comité préparatoire se constitue en 1939. Ses travaux furent interrompus par la Seconde Guerre mondiale, mais reprirent en avril 1942. Les représentants des quatre pays exportateurs et du Royaume-Uni adoptèrent un mémorandum d'accord prévoyant la création d'un « conseil international du blé », mis sur pied dès août 1942 à Washington avec 28 membres, le futur Conseil international des céréales. Le texte prévoit aussi un « fonds de secours pour le blé » destiné à être utilisé à la fin de la Seconde Guerre mondiale pour agir en cas de crise. Les négociateurs des deux parties, exportateurs et importateurs, élaborent aussi un projet de convention, véritable plan de travail pour une future conférence sur le blé, sur un modèle très ambitieux car instituant des stocks de réserve, le contrôle de la production, l'établissement de contingents d'exportation et la réglementation des prix.

### Pénurie de pain et de devises avant le Plan Marshall
Après la Seconde Guerre mondiale, la France s'était retrouvée importatrice nette de céréales. Le pain avait d'abord été rationné à 270 grammes par jour, et l'inflation avait été de 80 % en 1946, année qui connu un été très sec.
Puis au cours de l’hiver 1946-1947, de Nantes à Marseille, le froid est record, avec des températures descendant par exemple sous les 11 degrés à Saint-Nazaire , gelant l’eau des ports et immobilisant les navires pendant trois jours. Ce froid, qui fait parler aussi d'hiver sibérien, ravage les récoltes en Europe mais gène aussi la circulation des trains et des camions, tandis que des congères s’accumulent le long des quais de l’Isère à Grenoble en raison d’un blizzard prolongé.
Fin avril 1947, le président du Conseil Paul Ramadier explique le déficit en céréales par les gelées de l'hiver et la non-livraison de blés étrangers. Il interdit de fabriquer de la biscotte ou de la pâtisserie en raison de ce déficit de farine, ainsi que l’ouverture des boulangeries au moins un jour par semaine. La France traverse alors une véritable "crise frumentaire".
Dans l’Isère, le préfet Albert Reynier est obligé de lancer un « plan de ravitaillement exceptionnel » , incluant une « bataille de la viande », puis il met en scène à la mi-mai un plan de collecte du blé.
La situation débouche sur la « crise des paiements extérieurs » de l’été 1947, quand la France est contrainte « d’arrêter ses importations de la zone dollar » et de demander une « aide d’urgence auprès des Etats-Unis », sous la forme d’une aide intérimaire avant une autre aide, celle du Plan Marshall, qui vient à peine d’être suggérée par les États-Unis, en juin, sous la forme d’un plan à long terme.
Le trafic des cartes et des tickets de rationnement se développe  et plusieurs corporations utilisent leurs usages et règles spécifiques pour échapper au service du ravitaillement et alimenter le marché noir, nourrissant la spéculation, notamment pour le beurre, le lait ou le vin. Le marché du blé est le plus surveillé car le gel a fait chuter la production française de 37 %  et la ration quotidienne va tomber à 250 puis 200 grammes par jour contre 500 grammes en 1939.
La collecte est défaillante, avec plus de la moitié des 33 millions de quintaux qui échappent au ravitaillement, dont 10 millions pour renforcer l’ensemencement. Le prix des céréales secondaires étant moins contrôlé, il est double de celui du blé, causant des aberrations.
Yves Farge, ministre du ravitaillement, publie à la fin de 1947 un livre dénonçant « la pusillanimité de la magistrature, la vénalité d’une presse et la solidarité de parti pouvant faire de tout militant hônnete et pur le complice inconscient d’une opération véreuse » Le président du conseil Paul Ramadier lance une « croisade du pain » qui en reste à l’incantation. L’approvisionnement alimentaire, notamment pour la viande mais aussi pour les pains, dans les centres urbains « fluctue au long de l’année au gré de l’élasticité des contrôles publics ». Dans des villes comme Agen, Millau, Dijon et d’autres, les locaux où ils sont effectués sont la cible d’émeutiers qui les jugent trop peu efficaces. Les scandales principaux du ravitaillement concernèrent lait, fruits et primeurs ou vin et avaient commencé dès le début 1946.
L’inflation atteindra 60 % sur l’année 1947, alors que les gouvernements ont plusieurs fois promis de faire baisser les prix et que les syndicats ont promis de l’aider, la CGT mettant par exemple en place 70 « comités de surveillance des prix » , mais appelant plus tard dans l’année Ramadier « Ramadiète » . Se disant « indépendant, seul et pauvre », Yves Farge reprend  fin 1947 dans son livre, pour évoquer les différents "scandales du vin", sa déposition du 21 mars 1946 devant la commission parlementaire du vin, présidée par UN député des Pyrénées-Orientales. Dès le 9 janvier 1947, des commissions d’assainissement du marché voient le jour dans l’Aveyron .
La « réduction persistante des ensemencements, déjà sensible avant la guerre », les a ramené à 5 millions d'hectares en 1938 puis seulement 4 millions à l'automne 1945 et 3,8 millions d'hectares ensemencés à l'automne 1946, une baisse de près d'un tiers. Mais en plus, environ 1,5 million d'hectares ont en fait gelés par l'hiver sibérien : on est donc proche de 2,3 millions d'hectares, moins de la moitié de ce qui fut ensemencée en blé en 1938. Il faudra essayer de remettre des semences nouvelles, tandis que la « pénurie des moyens de production aggrave le problème ». Sur un total de semences estimé à 8 ou 9 millions de quintaux pour l'année suivante, le gel fait que la moitié sera retirée du circuit, créant une pénurie « immédiate ».
Mais en avril 1947, Pierre Fromont, professeur d'économie agricole qui tient cette rubrique dans Le Monde depuis 1944 et dans La France agricole depuis 1945, y révèle que la situation est dramatique : après la « très mauvaise récolte de 1943 » (43 millions de quintaux), le rebond de 1946 (65 à 70 millions de quintaux, soit 80 % de la moyenne d'avant-guerre) semble compromis car les spécialistes évaluent à seulement 40 millions de quintaux la récolte d'août prochain en raison d'un problème supplémentaire, le « mauvais temps persistant jusqu'en mars » et de « la médiocrité des réserves en blé de printemps ».
De plus, Le Monde révèle que la pénurie est quasiment mondiale, USA, exceptés. L'Afrique du Nord a connu en 1946 une « récolte très insuffisante », la Russie avait en 1946 exporté 5 millions de quintaux en France, mais « connaît à son tour de sérieuses difficultés », tandis que la Roumanie « ne peut vivre qu'avec le secours de la Croix-Rouge » et qu'en Extrême-Orient, les « disponibilités en riz sont au plus bas ».
Même si la France avait de quoi le payer, elle ne pourra probablement importer plus que les 6 à 7 millions de quintaux de céréales de la saison achevée, et même obtenant le « niveau optimiste de 10 millions », ce ne serait qu'une partie du « déficit probable évalué à 25 millions ».
« En économie dirigée rien n'empêche, en principe, les pouvoirs publics de fixer des prix visant l'équilibre entre l'offre et la demande », rappelle Le Monde, tout en constatant que le gouvernement ne s'est pas adapté au froid de l'hiver qui s'achève car il a exagérément voulu les maintenir « au-dessous de celui qu'eût déterminé » leur libre confrontation, pratiquant ainsi une « politique de découragement systématique de la culture du blé », s'ajoutant au retard déjà pris sous l'Occupation : en 1945 l'indice de gros était à 265 pour les céréales, pour une base 100 en 1938, très loin des 456 pour les viandes et 432 pour les œufs et laits, qui bénéficient des « générosités du marché noir » alors que le blé est "collecté" officiellement et payé au prix de la taxe par les caisses de crédit agricole.
Trop mal rémunérées, les céréales partent à la consommation animale : « pourquoi livrer du blé à 10 francs le kilo, quand l'avoine et l'orge converties en œufs et porc rapportent le double ? », demande Le Monde.
Le gouvernement perd aussi sa crédibilité politique car le patronat négocie sans lui et sans lui demander, des accords de hausse des salaires de 11 %  avec les syndicats CGT et CFTC, le 16 juillet et le 1er août, tandis que le salaire minimum est porté à 8 000 francs et que  fonction publique doit suivre le 17 juillet.
Le 3 juillet 1948, les hauts fonctionnaires proposent d’importer 975 000 tonnes de blé pour faire monter la ration à 350 grammes des céréales secondaires. Le Quai d'Orsay est alors à l'affût de la moindre information venant d'Amérique sur une aide à l'Europe.
Yvon Coudé du Foresto, sous-secrétaire d'État à l'Agriculture dans le gouvernement Robert Schuman (1), spécialiste reconnu des problèmes alimentaires, ex-président d'une entreprise familiale de minoterie et d'alimentation du bétail dans les Deux-Sèvres, maintint une demande de 80 millions de dollars pour les achats de blé, alors que le président Vincent Auriol estime la récolte céréalière suffisante. La France manque de devises, car elle ne peut exporter comme elle le souhaite.
Finalement, la récolte 1948 fut bonne : la France exporta 90 000 tonnes au Conseil international du blé en mars 1949. La ration de pain passa à 250 grammes en août 1948, à 300 en septembre, puis à 350 fin 1948 et la carte de pain fut supprimée en février 1949. En juin 1949, le ministre français des Affaires étrangères, Georges Bonnet, signala de nouvelles pression américaines pour l’achat de surplus.

### Accord international sur le blé de 1949
En 1948, la réélection du président américain Harry S. Truman débouche sur l'un des Accords internationaux de produits signés après la Seconde Guerre mondiale, qui constitue un point important de son programme électoral. Le Conseil international des céréales, réuni à Washington, a préparé un texte consensuel qui reprend les deux idées principales du second projet de la conférence de 1947 :
- principe du « contrat multilatéral de vente et d'achat » ;
- fourchette de prix cible.

L'accord, ratifié par trente-huit pays à Washington en 1949, reflète les pénuries endémiques de l’après-guerre et les prix élevés du blé sur les marchés mondiaux. Comme l'Accord international sur le blé de 1933, il a pour objectif « d'assurer des approvisionnements en blé aux pays importateurs et des marchés de blé aux pays exportateurs à des prix équitables et stables ». Ce fut le premier à fonctionner durablement, pendant trois ans, car de 1949 à 1952, le prix sur le marché libre reste supérieur au prix maximum fixé par l'accord, de 19 à 51 cents par boisseau, selon les moments, situation qui va changer dès 1952. Les importateurs avaient intérêt à encadrer ce marché mondial très instable, même si les échanges internationaux régis par des dispositions ne représentaient qu'une part de leurs approvisionnements, très variable d'un pays à l'autre.
L’Accord de 1949, prend la forme d’une fourchette contraignante de prix, inférieure à ceux du marché, renforcée par des engagements de ventes et d’achats, mais n’impose aucune limite sur les exportations ou la production des signataires, à la différence de l’Accord de 1934, piloté par l'ex-Comité consultatif du blé. Comme ce dernier, il réduit le risque d'un effondrement des prix pour les producteurs nationaux des pays importateurs. Il a cependant deux points faibles : deux pays très actifs dans le commerce des céréales ne l'ont pas signé : l’Argentine, en désaccord sur le prix maximum, et de l’URSS de Joseph Staline, dans une phase de mécanisation de son agriculture pour mieux alimenter son marché international.